# جیمی باور
جیمز «جیمی» کمپل ام. باور (به انگلیسی: James "Jamie" Campbell M. Bower) (متولد ۲۲ نوامبر ۱۹۸۸) بازیگر، خواننده و سابقاً مدل اهل انگلیس است. علت شهرت وی بازی در نقش آنتونی هوپ در سوئینی تاد از تیم برتون و هنری در چیزهای عجیب است. او همچنین نقش کایوس (از برادران ولتری) در گرگ و میش: ماه نو و همچنین بازی در نقش شاه آرتور در سریال کملوت و نقش جوانی گلرت گریندلوالد در هری پاتر و یادگاران مرگ - قسمت اول داشته‌است.

## فیلم‌شناسی

### فیلم
| سال ساخت | عنوان فیلم                             | نقش                   | یاداشت |
| -------- | -------------------------------------- | --------------------- | ------ |
| ۲۰۰۷     | سوئینی تاد: آرایشگر شیطانی خیابان فلیت | آنتونی هوپ            |        |
| ۲۰۰۸     | راکنرولا                               | راکر                  |        |
| ۲۰۰۸     | زمستان در جنگ                          | جک                    |        |
| ۲۰۰۹     | گرگ و میش: ماه نو                      | کایوس                 |        |
| ۲۰۱۰     | هری پاتر: یادگاران مرگ - قسمت اول      | گلرت گریندل والد جوان |        |
| ۲۰۱۰     | بلوار لندن                             | پسر سفیدپوست          |        |
| ۲۰۱۱     | گمنام                                  | آکسفورد جوان          |        |
| ۲۰۱۱     | گرگ و میش: سپیده دم - قسمت اول         | کایوس                 |        |
| ۲۰۱۲     | گرگ و میش: سپیده دم - قسمت دوم         | کایوس                 |        |
| ۲۰۱۳     | ابزارهای مرگبار: شهر استخوان‌ها         | جیس ویلند             |        |
| ۲۰۱۸     | جانوران شگفت‌انگیز: جنایات گریندل والد  | گلرت گریندل والد جوان |        |

### سریال
| سال ساخت  | عنوان سریال        | نقش                               | یاداشت   |
| --------- | ------------------ | --------------------------------- | -------- |
| ۲۰۰۹      | زندانی             | ۱۱–۱۲                             | ۶ قسمت   |
| ۲۰۱۱      | کملوت              | شاه آرتور                         | ۱۰ قسمت  |
| ۲۰۱۶–۲۰۲۰ | توماس و دوستان     | اسکیف                             | صداگذاری |
| ۲۰۱۷      | اراده              | کریستوفر مارلو                    | ۱۰ قسمت  |
| ۲۰۲۲      | چیزهای عجیب (فصل۴) | پیتر بالارد، هنری کریل، ۰۰۱، وکنا | ۹ قسمت   |

### تئاتر
| سال  | عنوان تئاتر          | نقش | یاداشت        |
| ---- | -------------------- | --- | ------------- |
| ۲۰۱۵ | Bend It Like Beckham | Joe | تئاتر وست اند |

### موزیک ویدیو
| سال  | عنوان موزیک ویدیو                    | نقش           |
| ---- | ------------------------------------ | ------------- |
| ۲۰۱۲ | Never Let Me Go از فلورنس اند د مشین | Love interest |